# Rów Klikowski
Rów Klikowski (również Potok Klikowski) – rów wodny (potok), prawobrzeżny dopływ Dunajca. 
Rów Klikowski ma źródła w Tarnowie, na osiedlu Krzyż, w okolicy skrzyżowania ulic Spokojnej i Krzyskiej. Przepływa przez zabudowane tereny Krzyża i Klikowej oraz przez rolnicze tereny Białej i Bobrownik Wielkich, gdzie uchodzi do Dunajca. Odprowadza wody opadowe z północno-wschodniej części Tarnowa. Powierzchnia jego zlewni wynosi 16,4 km².
Głównymi dopływami potoku są Rów od Strzelnicy oraz Potok Bagienko. 